# Macrolycus aemulus
Macrolycus aemulus is een keversoort uit de familie netschildkevers (Lycidae). De wetenschappelijke naam van de soort werd in 1930 gepubliceerd door Barovskij.